# Дж. Эдгар
«Дж. Эдгар» (англ. J. Edgar) — американский биографический драматический фильм 2011 года, основанный на карьере директора ФБР Дж. Эдгара Гувера, режиссёром, продюсером и композитором которого выступил Клинт Иствуд. Сценарий фильма написал Дастин Лэнс Блэк. Фильм рассказывает о жизни Гувера с момента рейдов Палмера 1919 года и далее. В фильме снялись Леонардо Ди Каприо в главной роли, а также Арми Хаммер, Наоми Уоттс, Джош Лукас и Джуди Денч, тогда как Адам Драйвер дебютировал в кино.
Фильм «Дж. Эдгар» открыл AFI Fest 2011 в Лос-Анджелесе 3 ноября 2011 года и вышел в ограниченный прокат 9 ноября 2011 года, а затем в широкий прокат 11 ноября 2011 года. Фильм получил неоднозначные отзывы критиков, хотя игра Ди Каприо была широко оценена, и он собрал 84 миллиона долларов по всему миру. Национальный совет кинокритиков и Американский институт киноискусства включили фильм в десятку лучших фильмов 2011 года, а Ди Каприо был номинирован на премию «Золотой глобус», а он и Хаммер были номинированы на премию Гильдии киноактёров США.

## Сюжет
В фильме используется нелинейное повествование, чередующееся между ролью Дж. Эдгара Гувера в создании Федерального бюро расследований (ФБР) и его более поздними годами, когда он пытался защитить его от предполагаемых угроз. В качестве рамочной истории стареющий Гувер рассказывает события первых лет Бюро ряду агентов, которым он поручил написать книгу о нём.
В 1919 году генеральный прокурор А. Митчелл Палмер переживает покушение анархистов и назначает Гувера, сотрудника Министерства юстиции, руководить подразделением, занимающимся зачисткой радикалов. Понимая, что действия полиции на месте преступления были примитивными, и осознавая важность криминальной науки, он сообщает своей матери и моральному наставнику Энни о недавних событиях. Затем Гувер встречает недавно нанятую секретаря Хелен Ганди и отводит её в Библиотеку Конгресса, где демонстрирует созданную им систему карточных каталогов, утверждая, что раскрывать преступления было бы легче, если бы каждого гражданина можно было легко идентифицировать. Несмотря на то, что Ганди отвергает неловкие ухаживания Гувера, она становится его личным секретарем и доверенным лицом.
Несмотря на пристальное наблюдение за подозреваемыми иностранными радикалами, Гувер обнаруживает, что Министерство труда не может депортировать кого-либо без явных доказательств преступления; однако Энтони Каминетти, генеральный комиссар иммиграции, недолюбливает видную анархистку Эмму Гольдман. Организовав её депортацию путём дискредитации её брака, Гувер создаёт правовой прецедент для депортации множества других радикалов. После рейдов Палмера Палмер теряет работу из-за того, что его считают козлом отпущения за принятые жёсткие методы, и его преёмник Харлан Ф. Стоун назначает Гувера директором Бюро расследований министерства. Гувер заставляет Ганди создать конфиденциальный файл для сбора компрометирующей информации о людях, находящихся у власти.
После первой красной Угрозы Гувер сосредоточивает бюро на борьбе с гангстерами, и оно успешно расследует ряд преступлений, связанных с гангстерами и ограблениями банков по всему Среднему Западу, включая громкое дело Джона Диллинджера. Когда похищение Линдберга привлекает внимание всей страны в 1932 году, он настаивает на принятии Федерального закона о похищении людей, увеличивая полномочия Бюро. Он создаёт Лабораторию ФБР, применяя методы судебной экспертизы к расследованию, и отслеживает регистрационные номера счётов за выкуп. Хотя Чарльз Линдберг-младший найден мёртвым, эти методы приводят к аресту, осуждению и приговору к смертной казни Бруно Ричарда Гауптмана за это преступление; это дело выводит ФБР на видное место.
В 1930 году Гувер нанимает в бюро недавно окончившего ВУЗ адвоката Клайда Толсона; между ними завязываются близкие личные отношения, и Гувер повышает Толсона до заместителя директора. Когда Гувер признаётся Энни в своём замешательстве из-за романтических отношений с женщинами, она говорит, что предпочла бы, чтобы он умер, чем стал геем. Когда Толсон говорит Гуверу, что любит его, Гувер в панике заявляет, что хочет жениться на актрисе Дороти Ламур. Толсон приходит в ярость, и они ссорятся, достигая кульминации в том, что Толсон целует Гувера и угрожает прекратить их отношения, если Гувер когда-либо снова заговорит о другой женщине. Затем Гувер признаётся в своих чувствах к Толсону после того, как Толсон уходит, и последовавшая за этим смерть Энни оставляет его убитым горем.
После неловкой серии допросов председателем Комитета по ассигнованиям Сената Кеннетом Маккеларом в 1933 году Гувер становится всё более мстительным по отношению к тем, кто бросает вызов его репутации и репутации Бюро. Он использует скрытые подслушивающие устройства для сбора компрометирующей информации, которую он использует для шантажа ключевых политических деятелей на протяжении многих лет, включая президента Франклина Д. Рузвельта и генерального прокурора Роберта Ф. Кеннеди, защищая своё положение и увеличивая власть Бюро. Он начинает незаконную программу контрразведки, чтобы противостоять тому, что он воспринимает как новую волну радикалов, достигнув кульминации в его неудачной попытке шантажировать Мартина Лютера Кинга-младшего, чтобы тот отказался от Нобелевской премии мира в 1964 году с помощью предсмертного письма ФБР-Кингу.
Толсон переносит инсульт, который сильно ослабляет его, а силы Гувера с возрастом уменьшаются. Опасаясь, что президент Ричард Никсон получит его конфиденциальные файлы и использует их, чтобы разрушить репутацию ФБР, он просит Ганди уничтожить их после его смерти, чтобы они не попали в руки Никсона. Толсон призывает Гувера уйти в отставку и обвиняет его в преувеличении своей причастности к крупным событиям в истории Бюро, утверждая, что Гувер сохранил славу за действия других своих агентов, включая арест Гауптмана. После смерти Гувера Ганди уничтожает файлы Гувера, в то время как Никсон восхваляет Гувера по телевидению.

## В ролях
- Леонардо Ди Каприо — Джон Эдгар Гувер[7]
- Арми Хаммер — Клайд Толсон[8]
- Наоми Уоттс — Хелен Гэнди[англ.][9]
- Дэймон Херриман — Бруно Гауптманн[англ.][10]
- Джеффри Донован — Роберт Кеннеди[11]
- Джуди Денч — Энни Мари Гувер[12]
- Эд Вествик — Агент Смит[13]
- Джош Лукас — Чарльз Линдберг[14]
- Кен Ховард — Харлан Фиск Стоун[15]
- Стивен Рут — Артур Келер[англ.][16]
- Джефф Пирсон — Александр Митчелл Палмер[17]
- Лиа Томпсон — Лела Роджерс
- Гуннер Райт — Дуайт Эйзенхауэр[18]
- Кристофер Шайер — Ричард Никсон
- Кристиан Клименсон — инспектор Шелл
- Адам Драйвер — Вальтер Лайл

## Критика
«Дж. Эдгар» был проигнорирован американскими киноакадемиками при раздаче «Оскаров» за 2012 год. Фильм критиковали за неудачный грим и тусклое освещение. В то же время отмечался драматизм личной жизни Гувера (социопат против социопатов), эффектно выявленный сценаристом, и высокий уровень актёрских работ.
Манола Даргис (The New York Times) заявила, что любовная история Дж. Гувера выгодно выделяется на фоне «сумеречных сказаний о добре и зле», на которых набил руку Клинт Иствуд на закате своей кинокарьеры: в фильме выявлено человеческое измерение легендарного борца с преступностью, великая любовь его жизни, показана психологическая трагедия «жизни в шкафу». По мнению Питера Трэверса (Rolling Stone), Иствуд разбивает миф о Гувере столь же энергично, как он поступил с мифом о Диком Западе в «Непрощённом». Дж. Хоберману показалось, что «Дж. Эдгар» — наиболее амбициозный и богатый нюансами проект режиссёра за последние 20 лет. Роджер Эберт похвалил точность декораций и костюмов: «Редко какой фильм так уверенно обнимает семь десятилетий». Привязанность Гувера к нескольким ключевым сотрудникам напомнила ему о Сталине.
Полина Грибовская в своей рецензии на портале «Интерфакс» сравнивает фильм сначала с «Харви Милком» (наиболее известной работой сценариста Д. Л. Блэка), а затем — с последней работой Иствуда, рекламным роликом «Halftime in America». Одним из главных недостатков фильма, по мнению критика, являются слишком прямолинейные авторские высказывания применительно к противоречивым героям. Кроме того, бытовые мелочи затмевают исторические события, показанные в фильме, что «выглядит куда более оскорбительно, чем диснеевские мультпародии про Эдгара Клювера».

## Историческая достоверность
Профессор истории в Йельском университете Беверли Гейдж в целом позитивно оценивает достоверность изображения фигуры Гувера как персонажа. Вместе с тем, она отмечает, что гомосексуальный роман между Гувером и Толсоном хотя и не исключен, но не имеет надежных документальных подтверждений; то же самое касается и предполагаемой склонности Гувера к трансвестизму. Эпизоды, где Гувер диктует свои мемуары молодому сотруднику ФБР, также не находят подтверждения в архивах.
Историк Аарон Дж. Стокхэм ставит под сомнение достоверность сцены, где Гувер лично надиктовывает текст анонимного письма ФБР с угрозами Мартину Лютеру Кингу. По мнению Стокхэма, Гувер, скорее всего, поручил бы эту работу другим сотрудникам Бюро.

## Награды и номинации
- 2011 — премия Американского института киноискусства за лучший фильм года.
- 2011 — номинация на премию Национального совета кинокритиков США за лучший фильм.
- 2011 — номинация на премию «Спутник» за лучшую мужскую роль (Леонардо Ди Каприо).
- 2012 — номинация на премию «Золотой глобус» за лучшую мужскую роль — драма (Леонардо Ди Каприо).
- 2012 — две номинации на премию Гильдии киноактёров США: за лучшую мужскую роль (Леонардо Ди Каприо) и за лучшую мужскую роль второго плана (Арми Хаммер).
- 2012 — номинация на премию Австралийского киноинститута за лучшую мужскую роль (Леонардо Ди Каприо).
- 2012 — номинация на премию GLAAD Media Award за лучший фильм в широком прокате.